# Sogn
 For alternative betydninger, se Sogn (distrikt). (Se også artikler, som begynder med Sogn (distrikt))
Sogn er betegnelsen for et geografisk område, der har en fælles kirke.

## Ordets ophav
Ordet sogn betyder egentlig 'søgning', og det har været stærkt diskuteret, om sognene går tilbage til lokale, hedenske samlingspladser
Norrønt sókn betød oprindeligt "folk, der søger til samme kirke eller retsområde". I 1000- og 1100-tallet gennemførte man i Danmark en sogneinddeling, indrettet så hvert "sogn" fik sin egen kirke. Ordet "sogn" betegnede dem, der "sognede" (= søgte) til den samme kirke.

## Sogne i Danmark
Sogne i Danmark betegner enten Folkekirkens sogne eller matrikelsogne. Langt de fleste danske kirkesogne opstod i middelalderen, og deres grænser blev sjældent forandret. I 1841 indførtes sogneforstanderskaber, hvor sognepræst, store jordbesiddere og valgte medlemmer fik et lokalt ansvar for forvaltning af skole-, fattig- og vejvæsen, og i 1868 trådte en ny landkommunallov i kraft. Med den erstattedes sogneforstanderskabet af et sogneråd.
Med få undtagelser udgjorde kirkesognene på landet frem til kommunalreformen i 1970 normalt også en selvstændig kommune (sognekommune), idet dog mange kommuner bestod af 2 eller 3 sogne. Endnu i dag følger kommunegrænser og skoledistrikter på landet oftest sognegrænserne, ligesom sognet mange steder stadig er den naturlige enhed for lokalsamfundets foreningsliv m.v.
Inddelingen af landet i sogne anvendes ikke blot i en kirkemæssig, administrativ sammenhæng, men er også efter kommunesammenlægningerne fortsat i brug som en praktisk underopdeling af kommunerne, bl.a. til statistiske formål. Ligeledes blev sogneinddelingen i 2021 anvendt af sundhedsmyndighederne til administration af coronaforanstaltninger (nedlukning af skoler med videre).

### Folkekirkens sogne
I Folkekirken i dag hører der normalt én kirke til hvert sogn, således at et sogn er det område, som kirkens menighed bor i. Enkelte sogne har dog mere end én kirke.
Flere sogne kan dele en præst og kaldes i så fald et pastorat. Tidligere var der kun én sognepræst i hvert sogn. I dag kan der være flere, men en af dem vil så være udnævnt som den kirkebogsførende.
En gruppe af sogne, der ledes af en fælles provst, kaldes et provsti.
Folkekirkens grundenheder består ifølge Danmarks Statistik og Ministeriet for Ligestilling og Kirke i dag (2021) af 2.158 sogne med 2.201 (årstal?) kirker varetaget af 1.919 menighedsråd organiseret i 104 provstier. Sognene varierer meget i størrelse.
I godt 100 sogne er der således færre end 200 indbyggere, mens der i knap 100 sogne er flere end 10.000 indbyggere.

### Matrikelsogne
Det verdslige sogn var ikke altid identisk med det kirkelige
Sprogblomsten 'matrikelsogn',
eller det verdslige sogn,
skyldes nok det historiske forløb hvor
matriklen
i 1600-tallet blev udgangspunktet for
forvaltningspraksis:
gård, hus og mark kunne så klart henhøre til det ligeså
geografisk bestembare sogn.
Forsåvidt at sognet også i dag er geografisk bestembar
kan betegnelsen 'matrikelsogn' nok helt enkelt forstås som den determinering af tilhørsforholdet til et sogn,
der opstår ved en adresseregistrering, jævnfør folkeregisterets arbejdsgang.
I øvrigt repræsenterede landets mange kommuner før
Kommunalreformen af 1970
netop sogne,
de såkaldede sognekommuner,
og allerede fra 1855 blev det muligt at vælge sit eget sogn.

Betegnelsen 'matrikelsogn'
er ikke blevet optaget af de
Gyldendalske ordbøger,

men benyttes (i hvert fald) af
Geodatastyrelsen.